# Swansea.com Stadium
Das Swansea.com Stadium (walisisch Stadiwm Swansea.com) ist ein Rugby- und Fußballstadion in der walisischen Stadt Swansea, Vereinigtes Königreich. Vor der Eröffnung wurde es unter dem Namen New Stadium bekannt und wird von vielen Fans als White Rock bezeichnet.

## Geschichte
Die im Stadtteil Landore befindliche Sportstätte ist Austragungsort der Heimspiele der Fußballmannschaft von Swansea City und des Rugbyteams Ospreys. Das Stadion verfügt, wie üblich im Vereinigten Königreich nach dem Taylor Report, ausschließlich über Sitzplätze und bietet 20.909 Zuschauern Platz. Der Baubeginn für das Stadion war im Sommer 2003. Die Fertigstellung des 27 Millionen Pfund teuren Projekts erfolgte im Juli 2005. Am 23. Juli 2005 trennten sich Swansea City und der FC Fulham im Eröffnungsspiel 1:1.
Das Spielfeld ist mit einem Drainage-System und einer Rasenheizung ausgestattet. Der Naturrasen ist mit rund 20 Mio. eingeflochtenen Kunstrasenfasern verstärkt worden, um der Doppelbelastung aus Fußball und Rugby standzuhalten. Einen Zugang zum Stadion findet man über einen der 30 Eingänge mit Drehkreuzanlagen. Darüber hinaus bietet das Stadion u. a. 12 Aufzüge und 200 Toiletten.
Während der Bauarbeiten wurde der Name für das Stadion gesucht und das Projekt erhielt daher den neutralen Namen New Stadium. Eine Umfrage unter den Anhängern von Swansea City ergab als Erstplatzierten White Rock. Allerdings wurde am 18. Oktober 2005 bekannt gegeben, dass das Stadion nach dem Hauptsponsor Liberty Properties benannt werden sollte. Viele Fans bezeichnen das Stadion trotzdem als White Rock.
Seit einigen Jahren versucht Swansea City das Stadion komplett zu übernehmen. Momentan verhandeln die Mehrheitseigner des Clubs mit der Stadt. Nun sollen die Gespräche kurz vor dem Abschluss stehen. Bisher ist die Spielstätte im Besitz der Stadt und von Swansea City. Bei einer Übernahme ist ein Ausbau des Liberty Stadium auf 33.000 Plätze geplant. Die erforderlichen Baugenehmigungen liegen bereits vor. Zur Finanzierung soll u. a. der Name an einen Sponsor veräußert werden. Zwar trägt das Stadion den Namen des Hauptsponsors, die Namensrechte selbst liegen aber bei Swansea City.
Im August 2019 wurde der Name durch einen Sponsoringvertrag über zehn Jahre mit Swansea.com, eine Investmentgesellschaft mit Sitz in Swansea. Der Eigentümer und Vorsitzende ist Martin Morgan, der einer der Miteigentümer des Clubs ist.